# Ferkla Es-Soufla
Ferkla Es-Soufla (franska: Ferkla Es-Soufla (CR), Ferkla Es-Soufla (Commune Rurale), arabiska: فركلة العليا) är en kommun i Marocko.   Den ligger i provinsen Errachidia och regionen Drâa-Tafilalet, i den nordöstra delen av landet, 300 km sydost om huvudstaden Rabat. Antalet invånare är 12 619.